# Jacupiranga
Jacupiranga, amtlich portugiesisch Município de Jacupiranga, ist eine Kleinstadt im Bundesstaat São Paulo, Brasilien. Die Stadt hat eine Fläche von rund 704 km² und 2020 geschätzt 17.889 Einwohner, das macht 24,4 Einwohner pro km². Jacupiranga liegt 33 Meter über dem Meeresspiegel.
Der Name Jacupiranga kommt aus der Tupi-Sprache und bezeichnet einen roten Vogel aus der Unterfamilie Penelope der Gattung Hühnervögel.
Wichtigster ökonomischer Zweig der Region ist die Bananenzucht und daneben die Rinder- und Büffelzucht.
Auf dem Gemeindegebiet liegen mehrere große Tropfsteinhöhlen, die heute zum Mosaico de Unidades de Conservação do Jacupiranga gehören.